# Blyxa senegalensis
Blyxa senegalensis là một loài thực vật có hoa trong họ Hydrocharitaceae. Loài này được Dandy mô tả khoa học đầu tiên năm 1934.